# Ixeridium graminifolium
Ixeridium graminifolium là một loài thực vật có hoa trong họ Cúc. Loài này được (Ledeb.) Tzvelev mô tả khoa học đầu tiên năm 1964.